# Dějiny Spojeného království

Státní znak Spojeného království

Spojené království Velké Británie a Severního Irska (angl. United Kingdom of Great Britain and Northern Ireland) je západoevropský stát, který zahrnuje Anglii, Skotsko, Wales na ostrově Velká Británie, a severovýchodní část ostrova Irsko, Severní Irsko. Zbytek tohoto ostrova (dnes Irská republika) byl součástí Spojeného království více než sto let.
Stát se do dnešní podoby zformoval Zákonem o unii z roku 1707, čímž se spojil Anglický a Skotský parlament a vytvořil Spojené království Velké Británie. Roku 1800 následoval Zákon o unii připojující Irské království a díky tomu vzniklo Spojené království Velké Británie a Irska.
Roku 1922 získal nezávislost Irský svobodný stát, který však ponechal Severní Irsko jako součást Spojeného království. Výsledkem bylo, že od roku 1927 nese tento stát oficiální název Spojené království Velké Británie a Severního Irska. Často se ale nepřesně zkracuje na „Británie“, „Anglie“, „VB“ nebo „UK“.

## Před vznikem Británie

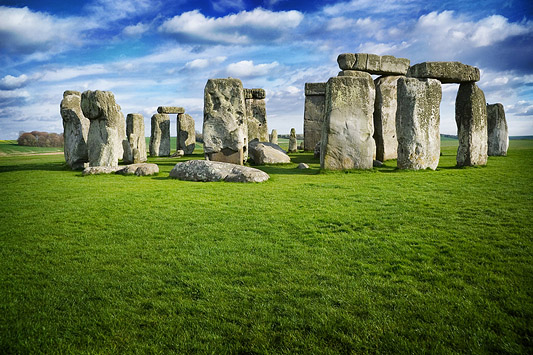
Stonehenge

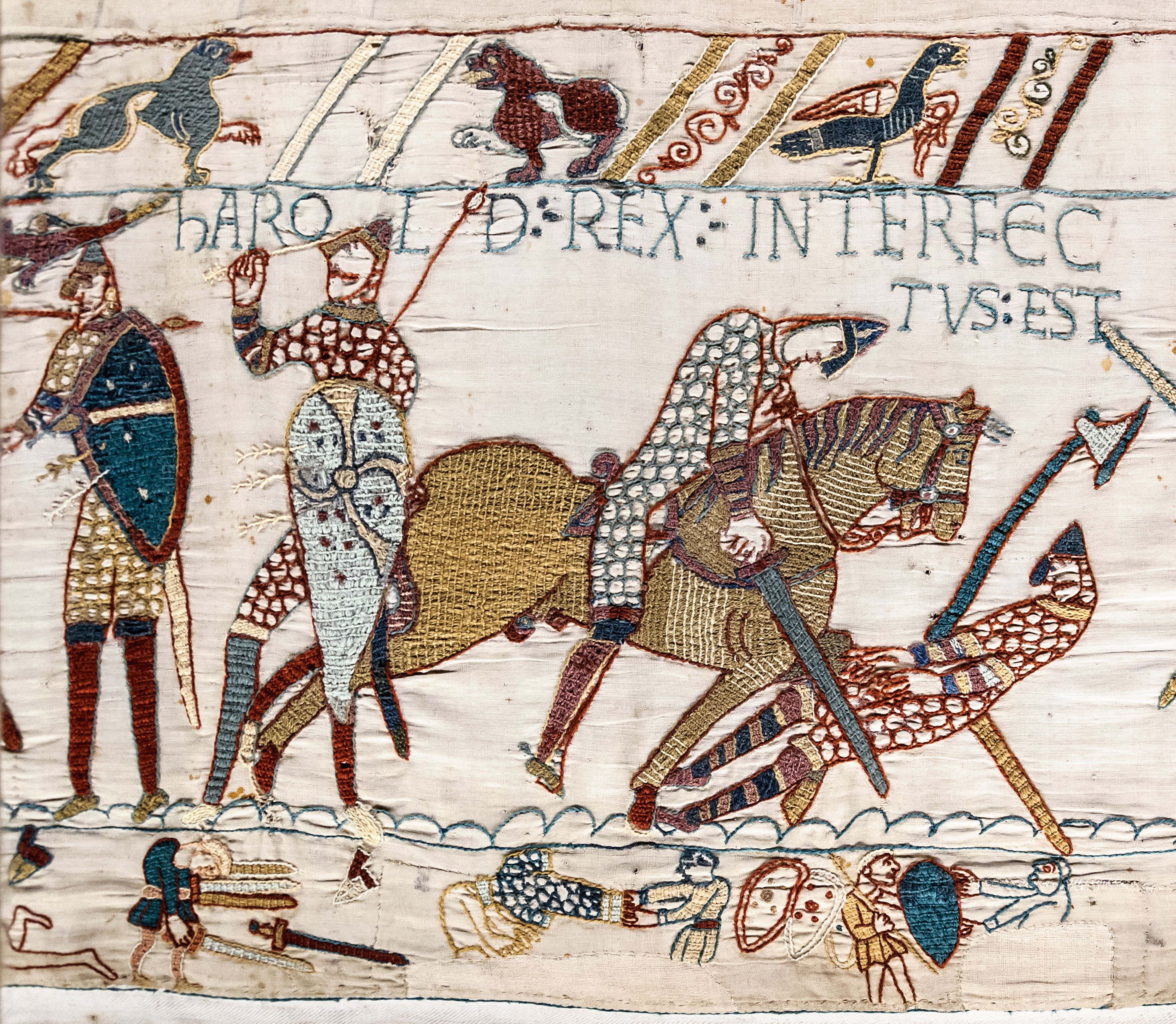
Bitva u Hastingsu zachycená na tapisérii z Bayeux

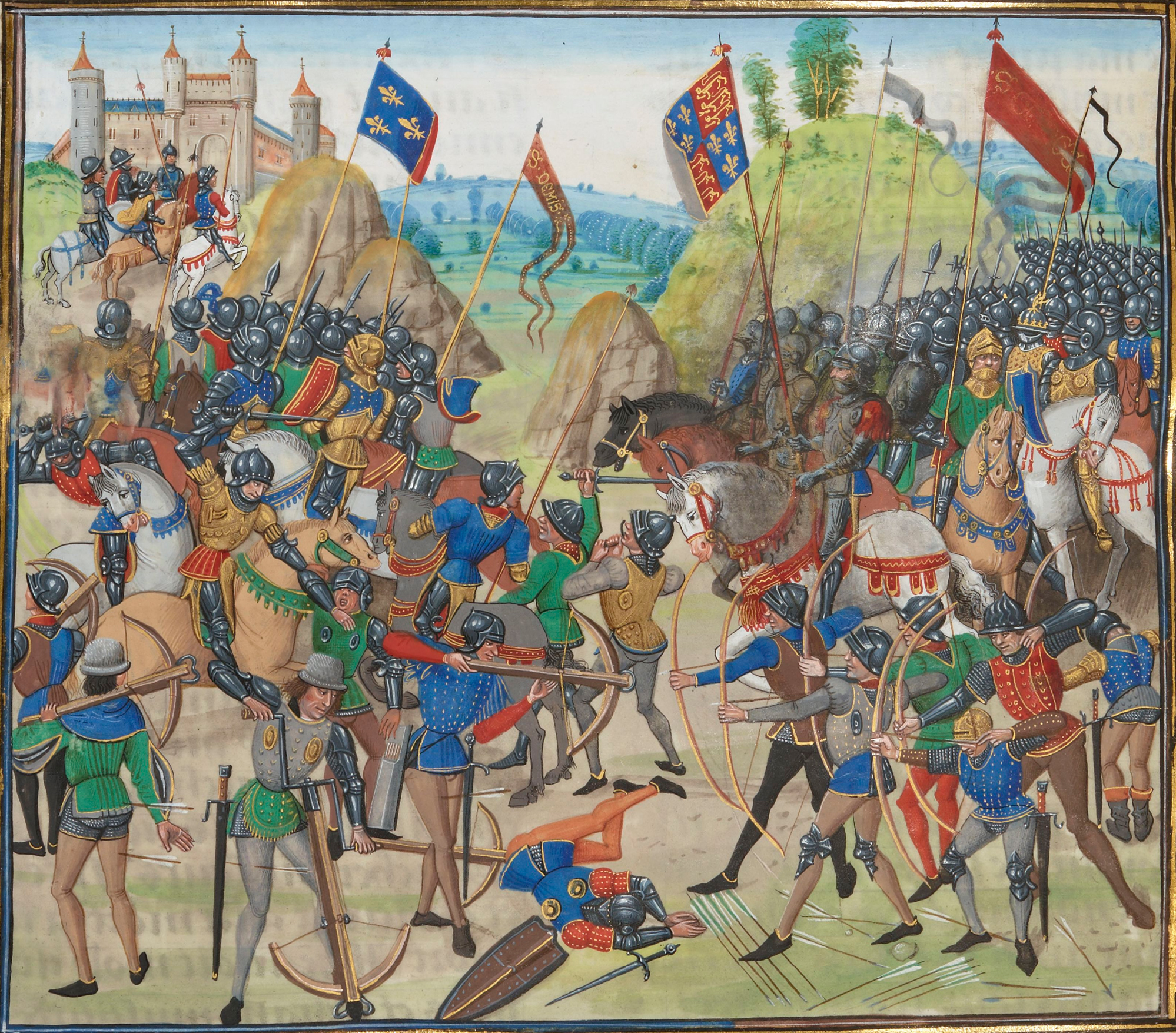
Stoletá válka: Bitva u Kresčaku

Příslušníci druhu Homo sapiens na britských ostrovech jsou doloženi nálezem ceremoniálního pohřbu z doby před asi 30 tisíci lety. Poslední doba ledová však zřejmě učinila ostrovy neobyvatelnými pro lidi. Stálé osídlení se předpokládá od jejího skončení před asi 11 700 lety. Od neolitu se obyvatelé ostrovů zapojovali do mezinárodního obchodu. V době bronzové se zde vyskytoval lid kultury se zvoncovitými poháry a v jižní Anglii vznikl nejznámější prehistorický monument Velké Británie, komplex menhirů a kamenných kruhů Stonehenge, starý asi 4000 let. Na konci prehistorické doby byly ostrovy obývány keltskými národy, které sem přišly kolem roku 800 př. n. l. a přinesly halštatskou kulturu. Keltskou Británii napadl Julius Caesar v rámci svého galského tažení dvěma výpravami v letech 55 až 54 př. n. l. Plně si Římané jih Velké Británie podrobili Claudiovou výpravou z let 43 až 47. Keltské protiřímské povstání z roku 61, vedené Boudiccou, bylo potlačeno. Později za císaře Hadriána Římané jižní Británii opevnili ze severu Hadriánovým valem proti severobritským kmenům, jako byli Piktové. Roku 287 Británii od říše odtrhl vzbouřený důstojník Carausius, avšak roku 296 byla znovu Římany dobyta. V době římské nadvlády byly Britské ostrovy počínaje 3. stoletím částečně pokřesťanštěny. Baštou křesťanství se stalo zejména Irsko se svou svébytnou mnišskou kulturou. Římskou nadvládu nad Británií v době hroutící se západní části impéria ukončila armádní vzpoura z roku 409. Po pádu římské moci na ostrovy pronikaly Germánské kmeny z dnešního severního Německa, souhrnně označované jako Anglosasové (Anglové, Sasové, Jutové a Frísové). Jejich jazyk je základem dnešní angličtiny. Britské ostrovy byly v té době politicky nejednotné, byly však položeny základy pozdějšího Skotského království, které vzešlo z království Dál Riata, vzniklého v 6. století. V 7. století vykrystalizovalo sedm nejdůležitějších anglosaských království v dnešní Anglii, a to Wessex, Sussex, Essex, Northumbrie, Mercie, Východní Anglie a Kent. V tomto období bylo také dovršeno pokřesťanštění ostrovů, nejprve Irska v 6. století vlivem sv. Patrika, a pak dalších oblastí hlavně zásluhou iroskotských misionářů.
Roku 789 došlo k prvnímu nájezdu loupeživých Vikingů (Norů a Dánů) na východní pobřeží Velké Británie. Dánská invaze ve východní Anglii roku 865, kterou vedli Halfdan Ragnarsson a Ivar Bezkostý, pak znamenala začátek trvalé přítomnosti Vikingů v Anglii. Jejich hlavním protivníkem tehdy byl wessexský král Alfréd Veliký, jemuž se podařilo udržet západní část Anglie a založit zde mocenské centrum, jež lze považovat za počátek anglického království. Králi Athelstanovi se po roce 926 dokonce na čas podařilo podrobit většinu území Velké Británie. Smrt Eduarda Vyznavače roku 1066 přivodila dynastickou krizi, na kterou sousedé anglosaského království Dánové a Normané reagovali invazí. Poslední anglosaský král Harold II. odrazil Dány, avšak vylodění normanského vévody Viléma Dobyvatele již nedokázal čelit. Bitva u Hastingsu 14. října 1066 znamenala Haroldovu smrt a podrobení Anglie Normanům. Francouzsky mluvící Normané postupně zabrali velkou část Británie, přinesli na ostrovy gotickou kulturu a feudální řád a do roku 1204 spojili Velkou Británii do jednoho celku s Normandií, a tím i Francií. Založeny byly tehdy univerzity v Oxfordu a Cambridgi.
Potopení Bílé lodi (1120) s jediným dědicem trůnu Vilémem Aethelingem na palubě způsobilo vymření normanské dynastie a roku 1154 nastoupila, v osobě Jindřicha II., dynastie Plantagenetů. Vypuzený irský král Diarmait Mac Murchada si Jindřicha II. přizval na pomoc proti svému konkurentu, jímž byl velekrál Ruaidrí Ua Conchobair, a následující normanská invaze do Irska znamenala začátek nároků anglických vládců na Irsko. Slabý král Jan Bezzemek ztratil počátkem 13. století většinu pevninských držav ve prospěch francouzského krále, a byl pak roku 1215 anglickými velmoži donucen přijmout Velkou listinu práv a svobod (Magna charta libertatum), omezující královskou moc a považovanou někdy za zárodek budoucí britské konstituční monarchie. Eduard I. v letech 1276 až 1284 dobyl pro Anglii Wales, dlouho politicky roztříštěný a až ve 13. století sjednocený knížaty Gwyneddu.
Vymření Kapetovců ve Francii roku 1328 umožnilo anglickému králi Eduardu III. vznést nárok na pařížský trůn. Tím vyvolané politické napětí roku 1337 vyústilo ve stoletou válku s Francií, jež s přestávkami trvala do roku 1453. Přes řadu úspěchů, jako byly bitvy u Kresčaku (1346) či u Agincourtu (1415), byli Angličané poraženi a ztratili většinu zbylých držav ve Francii. Následkem byly i spory o následnictví, jež později vyústily v boje o trůn mezi dvěma větvemi Plantagenetů, Lancastery a Yorky, označované podle květů v erbech obou rodů jako války růží (1455–1487). Bitva u Bosworthu, v níž padl Richard III. z rodu Yorků, války růží ukončila nástupem nové dynastie: v osobě Jindřicha VII. na anglický trůn usedli Tudorovci.

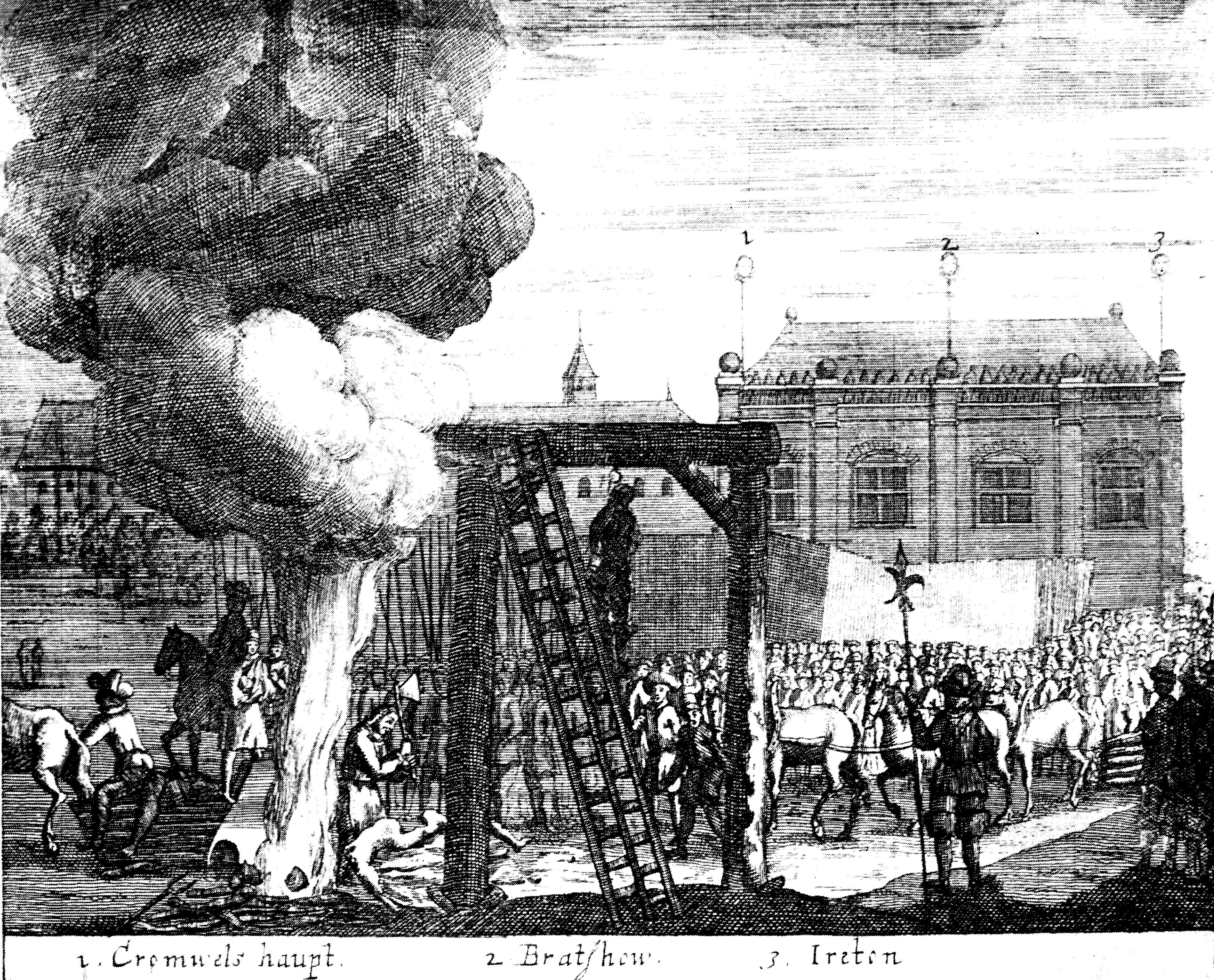
Poprava Olivera Crommwella (1661)

V době počínající reformace se Jindřich VIII. vzepřel papeži, aby dosáhl rozvodu s Kateřinou Aragonskou. Tím roku 1534 zahájil anglickou reformaci. V Anglii a Walesu se prosadila státní Anglikánská církev, ve Skotsku radikálnější kalvinistická Skotská církev a Irsko zůstalo převážně katolické. Marie I. se neúspěšně pokusila vrátit Anglii ke katolictví. Nahradila ji protestantka Alžběta I., do jejíž vlády spadá odražení španělského pokusu o invazi, znamenající počátek dlouhodobé britské námořní převahy nad ostatními velmocemi. Anglie si brzy nárokovala první zámořská území objevená mořeplavci, jako byli Walter Raleigh nebo Francis Drake. Roku 1600 vznikla Východoindická společnost, klíčová kolonizační instituce. Symbolem alžbětinského kulturního rozkvětu bylo dílo dramatika Williama Shakespeara. Alžbětou Tudorovci vymřeli a trůn roku 1603 zdědil skotský král Jakub VI. Stuart. Ekonomické a náboženské rozpory, jež Stuartovci zdědili z předchozí epochy, vedly ke třem občanským válkám let 1642–1651, popravě krále Karla I. (1649), dočasnému vyhlášení Anglické republiky a protektorátu Olivera Cromwella. Restaurace stuartovců vyvrcholila roku 1660. Katolického krále Jakuba II. však svrhla slavná revoluce vedená radikálními protestanty (1688) a na trůn se dostal protestant Vilém III. Oranžský. To provázely masakry katolíků v Irsku. Důsledkem bylo i oslabení královské moci na úkor parlamentu. Kulturně však šla země zjevně nahoru, ve vědě (Isaac Newton) i filozofii (John Locke). Již před slavnou revolucí se též ustavily zárodky prvních politických stran, whigů a toryů.
Roku 1707 bylo Zákonem o unii připojeno Skotsko. To bývá považováno za datum vzniku Spojeného království.

## Nástup hannoverské dynastie

Vývoj britské vlajky

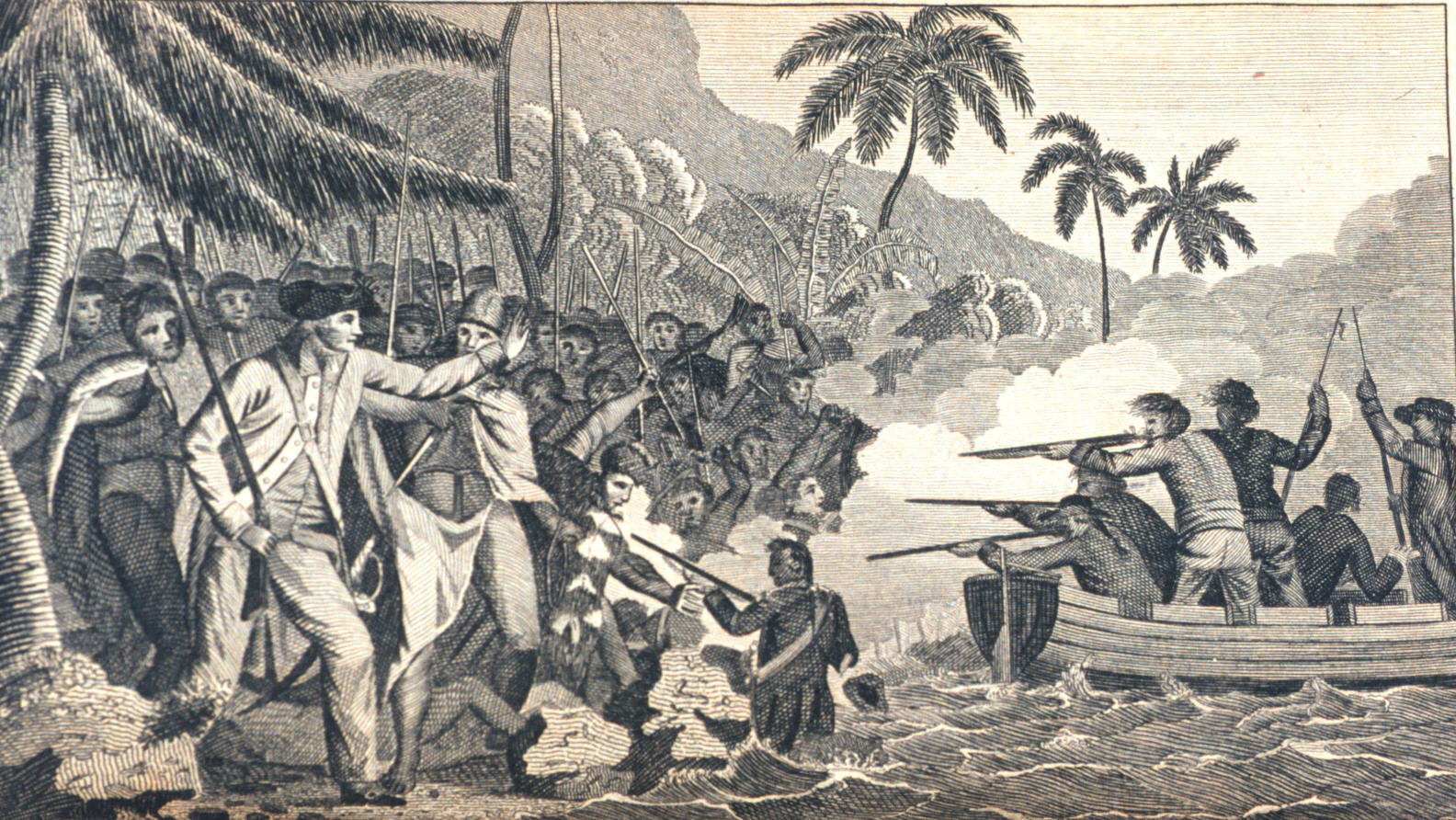
Smrt kapitána Cooka podle rytiny z roku 1790

Po smrti královny Anny (1702–1714) z rodu Stuartovců, na britský trůn nastoupil její nejbližší příbuzný, protestant Jiří I. (1714–1727), původem z Německa, člen hannoverské dynastie. Jeho nezájem o politické události ve Velké Británii byl předurčen jeho původem a neznalostí angličtiny. Veškerou politickou moc tak v zemi fakticky získali členové parlamentu, přesněji řečeno jeho dvě politické frakce strany Whigů. Novou dynastii zpočátku ohrožovala nová vlna jakobitských povstání, ta však skončila bitvou u Cullodenu (1745), poslední regulérní pozemní bitvou na půdě Velké Británie. Porážka povstání, jež měla zázemí ve Skotsku, nakonec vedla zejména k podrobení Skotska Angličany.
Jiří II. (1727–1760) přenechával faktickou vládu svému ministerskému předsedovi. Robert Walpole položil základy k funkci britského ministerského předsedy poté, co složil z členů Parlamentu svůj vlastní ministerský kabinet (po prasknutí tzv. jihomořské bubliny na burze, před nímž předtím marně varoval). Panovník měl od té doby ceremoniální funkci, hlavní výkonnou moc získal ministerský předseda. Británie též rozšířila svou koloniální říši zabráním území po celém světě, nejdůležitější místo zaujímalo 13 amerických kolonií na východním pobřeží. Britové se úspěšně prosazovali i v Kanadě nebo v Indii. Za Jiřího II. se Británie rovněž zúčastnila Sedmileté války (1756–1763), v níž porazila Francii. Válce předcházel velký mezinárodně politický přesun, tzv. „zvrat aliancí“, který ukončil 250 let trvající nepřátelství mezi Francií a Rakouskem a z Pruska učinil spojence Británie. Navzdory krvavé bilanci tohoto konfliktu, někdy označovaného za “nultou světovou válku”, se však velmocenské poměry na kontinentě de facto nepohly ani o píď. Jedním z mála reálných výsledků této války bylo, že Británie zaujala postavení první průmyslové, obchodní a námořní velmoci Evropy a tím pádem i světa.

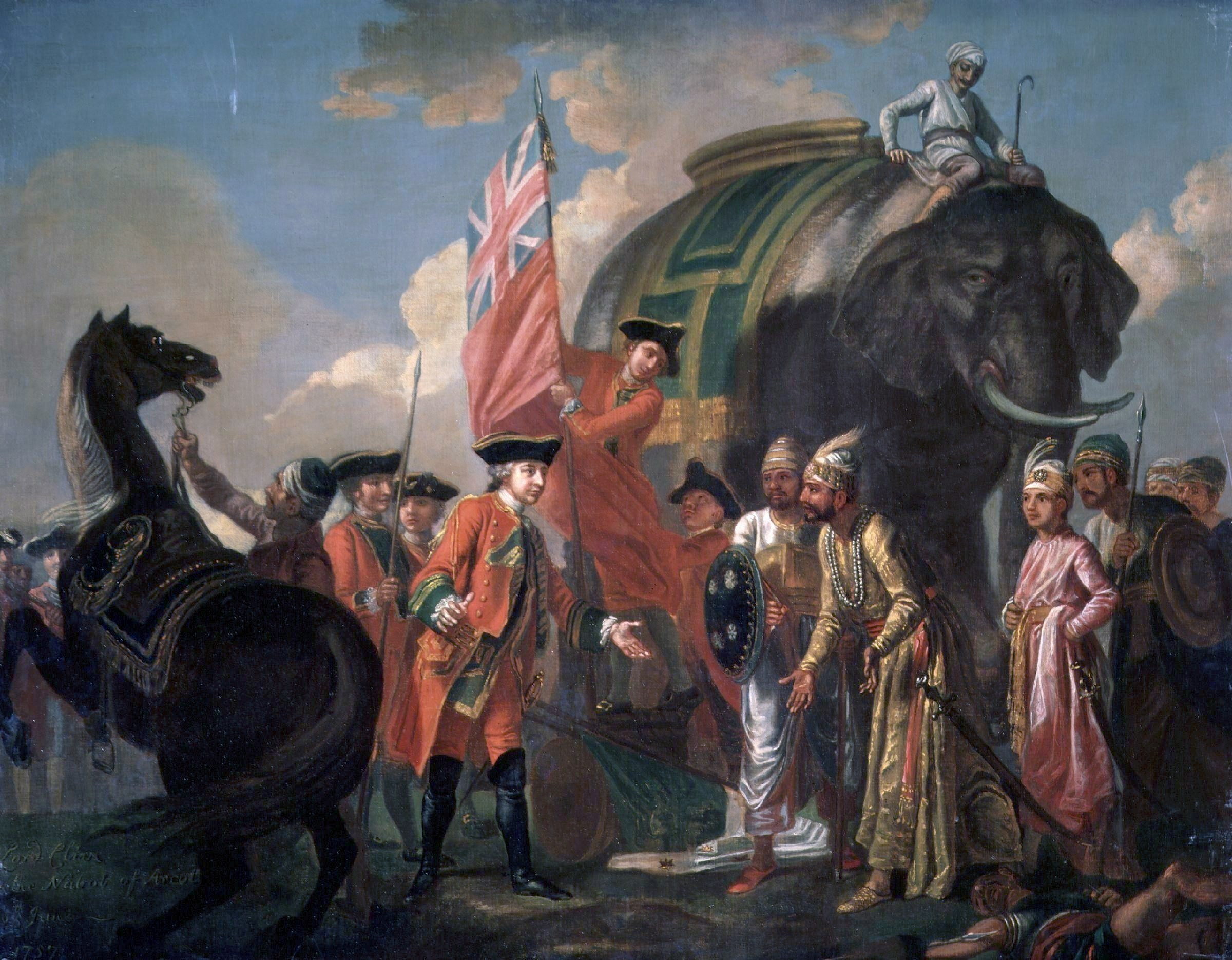
Lord Clive s Mir Jafarem v Indii

Jiří III. (vládl 1760-1820), třetí hannoverský panovník Británie, se na rozdíl od svých dvou předchůdců v Británii již narodil a angličtina byla jeho rodným jazykem. Za jeho vlády nabral na obrátkách proces průmyslové revoluce, Británie čelila vzpouře severoamerických kolonií a zapojila se do napoleonských válek. Vláda prvních tří hannoverských panovníků byla provázena kulturním rozkvětem, který symbolizovali spisovatelé Daniel Defoe, Jonathan Swift či Walter Scott.
Vztahy mezi třinácti severoamerickými koloniemi a koloniálním centrem v Londýně se zhoršily během 60. a 70. let. Zdrojem napětí byly britské pokusy zdaňovat americké kolonisty bez jejich souhlasu, které pocházely většinou z britského parlamentu. Akty odporu (např. známé Bostonské pití čaje roku 1773) v roce 1775 přerostly v ozbrojenou revoluci a začala americká válka za nezávislost. V roce 1776 Američané deklarovali nezávislost Spojených států amerických. Po zastavení britské invazní armády v roce 1777 vytvořili spojenectví s Francií. Britská armáda během války ovládala jen hrstku pobřežních měst. Válka těžce devastovala britské rozpočty a rozvracela celou společnost, což roku 1881 mj. vedlo k tzv. Gordonovým nepokojům, což byla vzpoura protestantů proti zrovnoprávnění katolíků. V říjnu 1781 se lord Cornwallis vzdal u Yorktownu ve Virginii, čímž byla válka ztracena. V roce 1783 byla podepsána Pařížská smlouva, která formálně ukončila válku a uznala nezávislost Spojených států. Při návratu bojů v letech 1812-14 nicméně Britové uhájili Kanadu.
Ztráta třinácti kolonií, nejlidnatějších z celé Britské říše, znamenala přechod mezi „první“ a „druhou“ koloniální říší. Británie svou pozornost přesunula na Asii, Pacifik a později Afriku. V Pacifiku se zájem soustředil na Austrálii, kterou pro Evropu objevil britský mořeplavec James Cook roku 1770. Na vědecké cestě do jižního Pacifiku v roce 1778 sepsal Joseph Banks pro vládu zprávu, v níž došel k závěru, že by se Austrálie hodila jako trestanecká kolonie. V roce 1787 do Austrálie Britové vypravili první zásilku odsouzených.

## Průmyslová revoluce

Trevithickova lokomotiva z roku 1804

Záváděním mechanizace výroby a rozvojem velkých manufaktur Velká Británie jako jedna z prvních zemí v Evropě vstoupila do průmyslové revoluce. Dostatek surovin z jejích kolonií urychloval tento celospolečenský proces. Stejně tak postupovala i modernizace výroby zemědělské, způsobující příliv pracovní síly do britských průmyslových center. Velká Británie se zmocnila vedoucí úlohy mezi industrializovanými zeměmi. Británii učinil epicentrem průmyslové revoluce i technologický pokrok: právě v Británii vznikly dva klíčové vynálezy, parní stroj Jamese Watta a parní lokomotiva Richarda Trevithicka, již významně zdokonalil jiný Brit, George Stephenson. Významný byl též vynález portlandského cementu Josepha Aspdina (1824) nebo Bessemerova procesu výroby oceli, který objevil Henry Bessemer roku 1856.
Po ztrátě 13 amerických kolonií a revoluci ve Francii v roce 1789 započala se organizovanost a emancipace dělnických vrstev v britské společnosti. Vznikly první dělnické organizace, jejich existence byla však záhy ilegalizována.
Uprostřed průmyslové revoluce se rozvíjel také nový druh myšlení. Reprezentoval ho především Adam Smith, často označovaný za zakladatele moderní ekonomie. Ve své práci Bohatství národů zdůraznil roli volného trhu, z něhož podle Smitha jedině plyne bohatství, nikoli z mocenské politiky. Kniha měla i značný politický dopad a ovlivnila způsob britské kolonizace – Britové se soustředili více na prosazování obchodního systému než na tradiční politické ovládnutí kolonie (typické pro Portugalce a Španěly, kteří koloniální éru s náskokem zahajovali). Tento rozdílný způsob kolonizace měl dalekosáhlé důsledky pro celé světové dějiny. Osvobozené britské kolonie (USA, Kanada, Austrálie, JAR) se na rozdíl od jiných stávaly většinou velmi dynamickými státy.
Nárůst obchodu mezi nově nezávislými Spojenými státy a Británií po roce 1783 potvrdil Smithův názor, že politická kontrola není pro ekonomický úspěch nezbytná a podle toho Britové dále postupovali a na rozdíl od jiných koloniálních říší udělovali koloniím nezřídka vyšší statut nezávislosti, díky čemuž na rozdíl od jiných své impérium, byť v oslabené, symbolické formě, uchovali – v podobě Commonwealthu.

## Napoleonské války

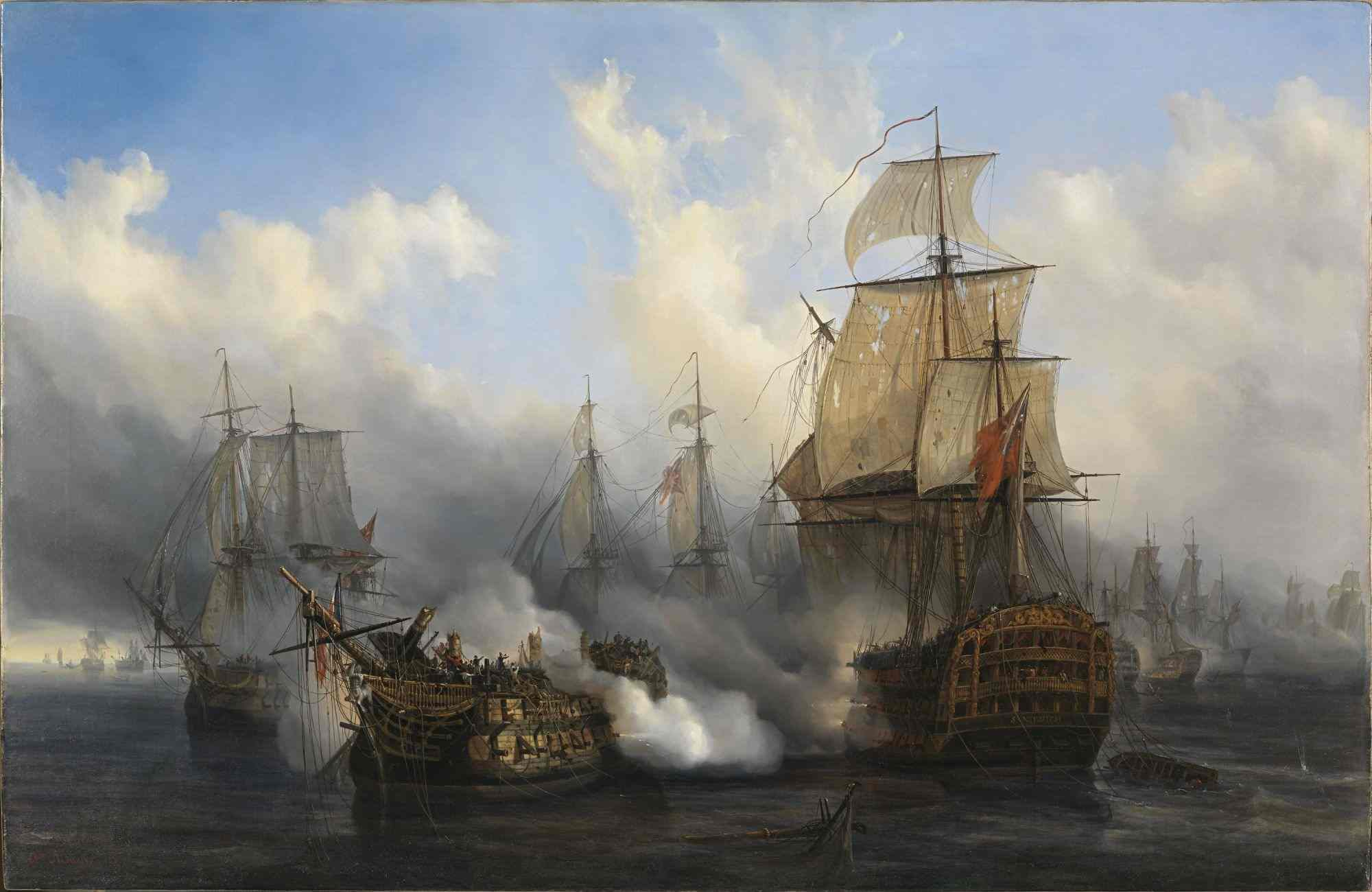
Bitva u Trafalgaru

Britská vláda reagovala na vypuknutí francouzské revoluce v roce 1789 nejprve umírněně. Když na kontinentu v roce 1792 vypukla válka mezi revoluční Francií a konzervativními monarchiemi, zpočátku zůstala neutrální. Až poprava francouzského krále Ludvíka XVI. a především hrozba francouzské invaze do Nizozemska pobídla Británii k tomu vyhlásit Francii válku. Ve válečném stavu setrvaly obě mocnosti dalších 23 let, s výjimkou krátkého období 1802-1803.
V 90. letech Britové opakovaně porazili Francii na moři, ale neodvážili se významných pozemních operací. Vše změnila expanzivní politika nového francouzského císaře Napoleona Bonaparta. Britové se právem začali obávat jeho pokusu se vylodit přímo na ostrovech. Tomu však zabránil admirál Horatio Nelson, když roku 1805 rozdrtil francouzské a španělské loďstvo u Trafalgaru. Po této bitvě byla hrozba francouzské invaze prakticky nulová.
Napoleon reagoval roku 1806 tím, že vydal Berlínský dekret, jímž vyhlašoval tzv. kontinentální blokádu, jež měla znemožnit Británii obchodovat s Evropou a rozbít tak její obchodní hegemonii. To se mu však, díky britské námořní moci, nepodařilo, byť se Britové prozatím neodvažovali odpovědět vojensky. To se změnilo roku 1808, kdy ve Španělsku vypuklo protinapoleonské povstání. Britská armáda vedená vévodou z Wellingtonu se vylodila ve Španělsku a do roku 1814 vytlačila Francouze z Pyrenejského poloostrova. Vzápětí Wellington napadl jižní Francii. Napoleon kapituloval, avšak po uprchnutí z internace na ostrově Elba se pokusil znovu získat moc. Wellington ho definitivně porazil v bitvě u Waterloo roku 1815.
V bezprostřední reakci na napoleonské války došlo k ekonomické krizi a britská vláda sáhla k represivním zákonům, v obavě z možných revolučních nálad. Na konci 20. let 19. století ale většinu odvolala poté, co se ekonomika stabilizovala a obavy z revolučního výbuchu ustoupily.

## Reformy v 19. století

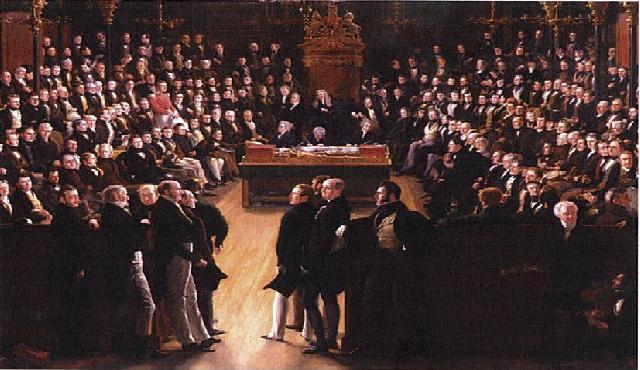
Přijetí Reformního zákona roku 1832

Po neúspěšném irském povstání z roku 1798 bylo zákony o unii Velké Británie a Irska s účinností od roku 1801 zrušeno Irské království, které bylo připojeno k Velké Británii, čímž vzniklo Spojené království Velké Británie a Irska.
Jiří IV. vládl nejprve jako regent (1811–20), poté, co jeho otec a předchůdce propadl psychické poruše. V letech 1820–30 pak seděl na trůně. Rozhodl se zasahovat do politických událostí mnohem méně než jeho otec. Zavedl dodnes respektovaný princip, že král přijme jako premiéra osobu, která má většinu v poslanecké sněmovně, bez ohledu na to, zda ho král osobně favorizuje nebo ne. Jeho bratr Vilém IV. vládl v letech 1830-37 a do politiky se zapojoval rovněž velmi málo. Za jeho panování ovšem došlo k řadě reforem: byly upraveny zákony o chudobě (poor laws), byla omezena dětská práce, bylo zrušeno otroctví v téměř všech částech Britské říše. Nejdůležitější změny přinesl Reformní zákon z roku 1832, který změnil britský volební systém. Zákon byl navržen Whigy, vedenými premiérem Charlesem Greyem. Setkal se s velkým odporem Toryů zvláště ve Sněmovně lordů. Nicméně pod tlakem veřejného mínění byl nakonec přijat. Zákon přiznal právo na zastoupení v dolní komoře parlamentu velkým městům a odebral je malým obcím, takzvaným rotten boroughs či pocket boroughs, s velmi malým počtem obyvatel, kde zpravidla se stával poslancem majitel pozemku, který volil sám sebe. Vzrostla tak moc střední třídy a došlo ke zvýšení počtu osob, které měly právo volit poslance, o přibližně 50–80%. Volební právo nicméně i po reformě mělo jen asi 6% Britů. Náboženská svoboda byla zajištěna zákonem z roku 1829, který odstranil nejpodstatnější omezení katolíků v Británii (Roman Catholic Relief Act).
Na mezinárodní scéně Británie zasáhla v Portugalsku v roce 1826, kde bránila ústavní vládu. Britové též zasáhli v roce 1827 na straně Řeků, kteří od roku 1824 vedli osvobozeneckou válku proti Osmanské říši.
S pokračující zoufalou pozicí dělnických vrstev začalo ve Velké Británii docházet ke střetům mezi dělníky a ozbrojenými složkami. Vysoká nezaměstnanost a ceny dohnaly některé dělníky až na pokraj hladomoru. Živelným ničením strojů (tzv. luddismus) se snažili dělníci zamezit propouštění. V letech 1837–1848, resp. 1846–1855 tzv. chartistické hnutí pokračovalo ve snaze o sociální emancipaci dělníků, ale také usilovalo o rovné všeobecné hlasovací právo. Jeho tlak nebyl bez výsledků: Roku 1885 smělo volit již asi 56 % dospělých mužů.

## Viktoriánská epocha

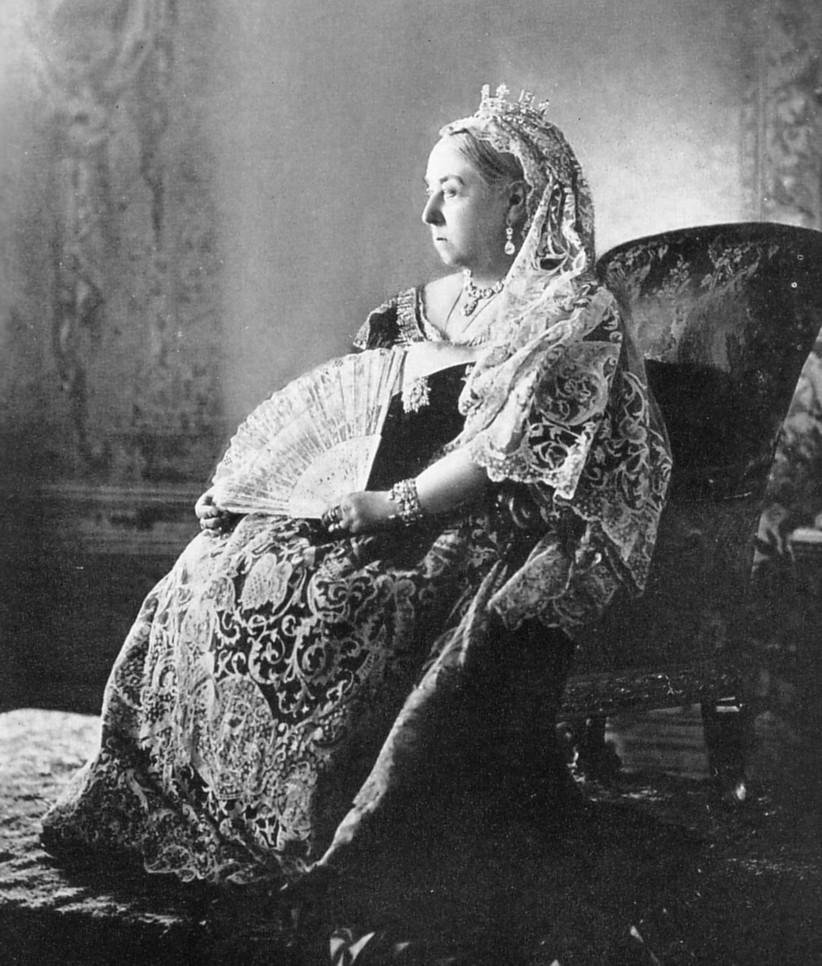
Královna Viktorie

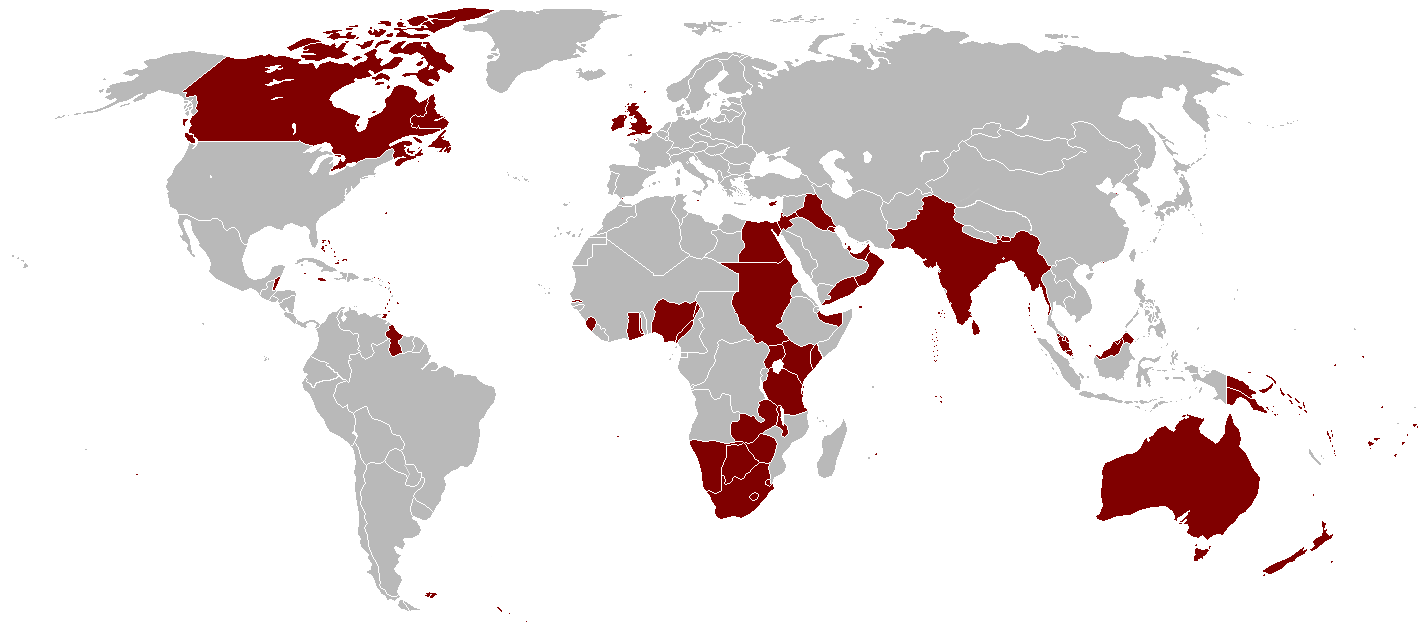
Britské impérium v době největšího rozsahu (1921)

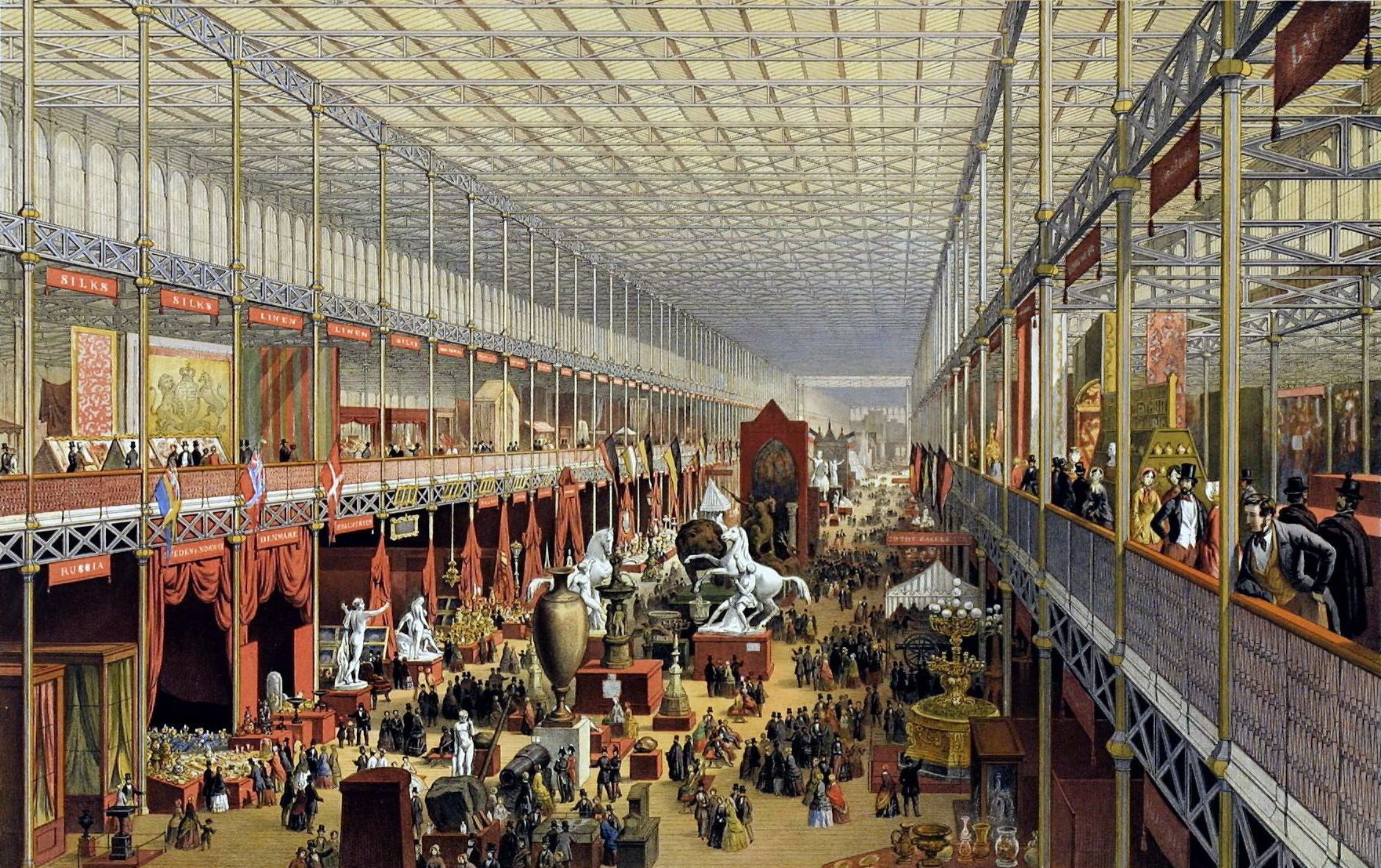
Světová výstava 1851, Křišťálový palác

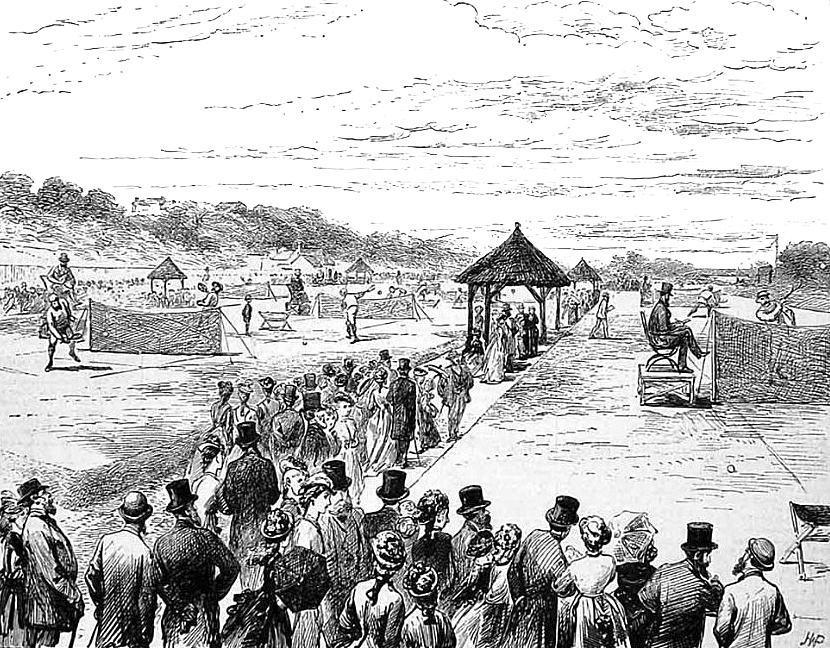
První wimbledonský turnaj roku 1877

Dobu stability pro Velkou Británii znamenal začátek vlády královny Viktorie (1837–1901). Za její vlády dosáhla Velká Británie vrcholu své politické a ekonomické moci. Ovládla významná zámořská území, již v roce 1931 přitom vznikl Commonwealth (tzv. Britské společenství národů), zrovnoprávňující některé kolonie s domovskou zemí.
Na začátku své vlády podléhala Viktorie vlivu ministerského předsedy lorda Melbourna. V roce 1840 se provdala za prince Alberta, který v roce 1861 zemřel. Viktorie pokračovala v aktivní roli na poli mezinárodní politiky, často vystupovala jako prostředník při rozhodujících mezinárodních jednáních.
Velký irský hladomor z konce 40. let 19. století, při kterém vláda Roberta Peela neposkytla strádajícím lidem – zejména katolíkům – dostatečnou pomoc, měl více než milion obětí a způsobil dvoumilionovou imigrační vlnu, především do USA. To podpořilo irský nacionalismus, z něhož vzešlo separatistické hnutí feniánů (Irské republikánské bratrstvo), jež se uchylovalo i k terorismu.
V letech 1854–1856 se Velká Británie zúčastnila Krymské války, ve které podpořila Turecko v boji proti Ruské říši. Velká Británie společně s Francií nad Ruskem zvítězila a zamezila dalšímu výraznému ruskému mocenskému růstu. Opiovými válkami si Britové vynutili právo dodávat své opium na čínský trh a získali Hongkong. Jinak v mezinárodní politice zvolila Británie strategii tzv. Skvělé izolace (Splendid isolation). Spočívala v nevázání Británie ve spojenectví s jinými mocnostmi a nezasahování do jejich vzájemných sporů především na evropském kontinentu a soustředění se na vlastní problémy. Definitivně skončila uzavřením britsko-japonského spojenectví v roce 1902. Britská Východoindická společnost svou soukromou armádou ovládla rozsáhlá území v Indii, která ovšem po velkém indickém povstání (1857–1859) musela předat britské koruně. Ke konci dlouhé vlády královny Viktorie se Britové úspěšně účastnili i dělení Afriky a získali zde řadu kolonií od Egypta se Suezským průplavem na severu až po území současné Jihoafrické republiky na samém jihu kontinentu. Na přelomu 19. a 20. století se Velká Británie účastnila búrských válek proti jihoafrickým bělošským osadníkům, při kterých ovládla celou Jižní Afriku. Británie v nich definitivně vyhrála roku 1902, ale jen díky ohromné početní převaze a použití brutálních prostředků včetně koncentračních táborů.
Viktoriánské období přineslo také mimořádný rozvoj vědy a kultury. Michael Faraday zkoumal základy elektromagnetismu, posléze na něj navázal James Clerk Maxwell. James Prescott Joule položil základy termodynamiky. Charles Darwin přišel s teorií evoluce (jeho přelomová práce O původu druhů vyšla roku 1859). Británie stála též v čele snažení literárních, George Gordon Byron se stal klasikem světové poezie, Charles Dickens prózy. Arthur Conan Doyle dal na sklonku viktoriánské éry britské kultuře postavu Sherlocka Holmese. Dobové opojení technikou přetavil do žánru sci-fi Herbert George Wells. Satiricky se s viktoriánskými ideály a morálkou vypořádával George Bernard Shaw nebo Oscar Wilde. Viktoriánská éra byla rovněž dobou zrodu moderního sportu, v Británii vznikl tehdy tenis (první wimbledonský turnaj roku 1877) nebo fotbal (první mezinárodní zápas mezi Anglií a Skotskem hrán roku 1870).
V druhé pol. 19. století bylo volební právo rozšířeno i na dělníky z velkých měst. Nespokojenost dělníků však přetrvala a v roce 1900 vznikla sociálně orientovaná labouristická strana, která se postupně stala hlavní opoziční silou vůči konzervativcům.

## Eduardovské období

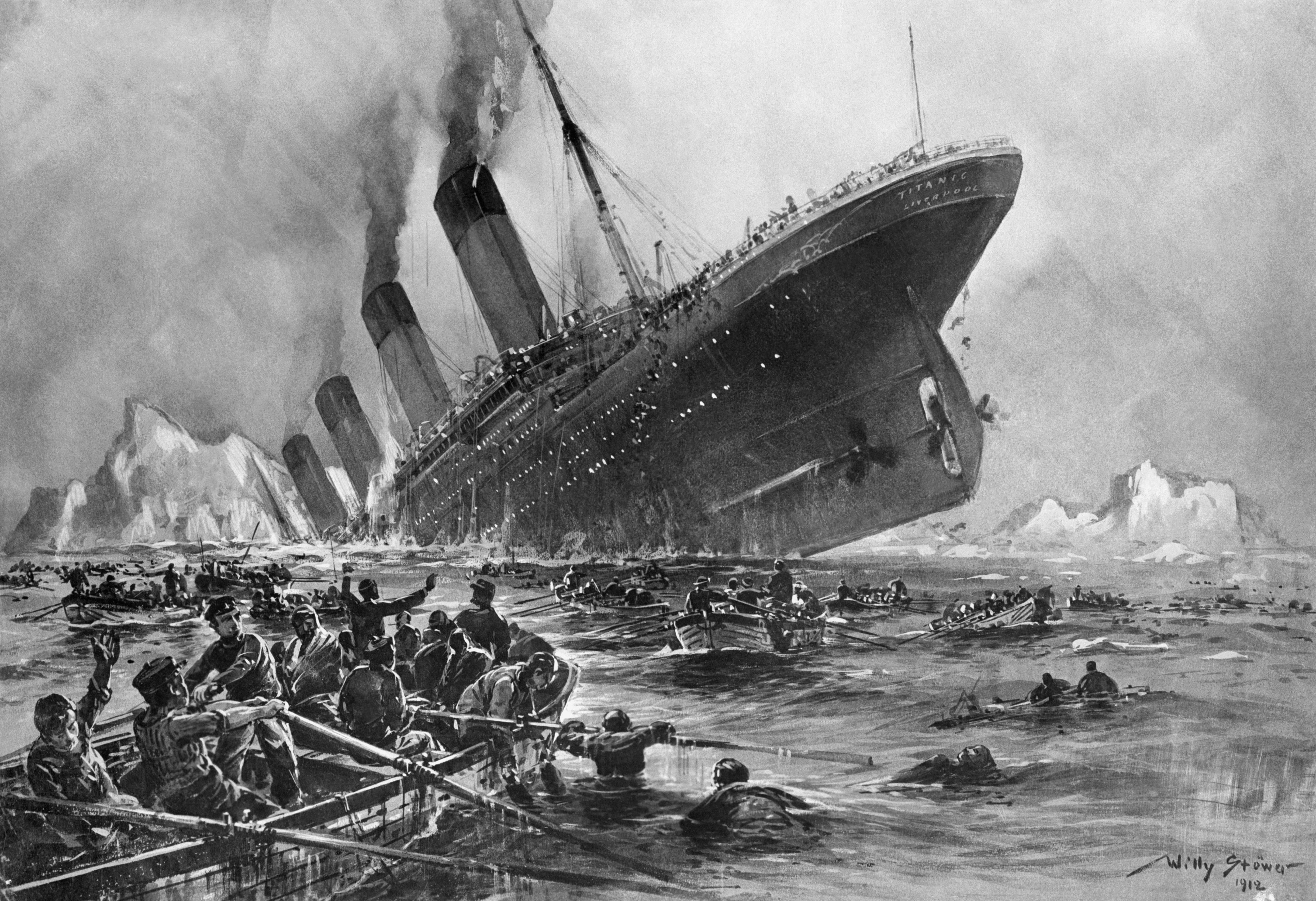
Potápějící se Titanic

Eduardovské desetiletí (podle Eduarda VII., vládl 1901–1910) a navazujících několik posledních roků evropského míru bylo vnitropoliticky poznamenáno tlakem na další demokratizační reformy. Liberálové, kteří vládu převzali roku 1906, položili základy britského sociálního státu, čímž reagovali na požadavky odborů a sílící levicové labouristické strany. Lídr liberálů Herbert Henry Asquith byl nejdéle souvisle sloužícím premiérem ve 20. století až do doby, kdy ho v 80. letech překonala Margaret Thatcherová. Stál v čele kabinetu v letech 1908-1916. Přesto klíčovou osobností liberálů a celé epochy byl David Lloyd George.
Britské sufražetky, jako byla Emmeline Pankhurstová, bojovaly za volební právo žen, avšak premiér Asquith dokázal jejich požadavkům vzdorovat.
Vlády se nadále potýkaly s irskou otázkou, ovšem aliance liberálů a labouristů se o irské nacionalisty často opírala.
Zahraniční politika byla poznamenána zvýšeným mezinárodním napětím, zejména konkurencí stále sílícího Německa, na což Britové reagovali posilováním vojenského loďstva i Srdečnou dohodou s Francií a Trojdohodou zahrnující také Rusko.
Eduardovské období je pojem, který není obvykle vymezen Edvardovou smrtí roku 1910 (vystřídal ho Jiří V.), ale za mezník bývá označováno potopení Titanicu, největšího parníku své doby, roku 1912, nebo až vypuknutí první světové války roku 1914.

## První světová válka

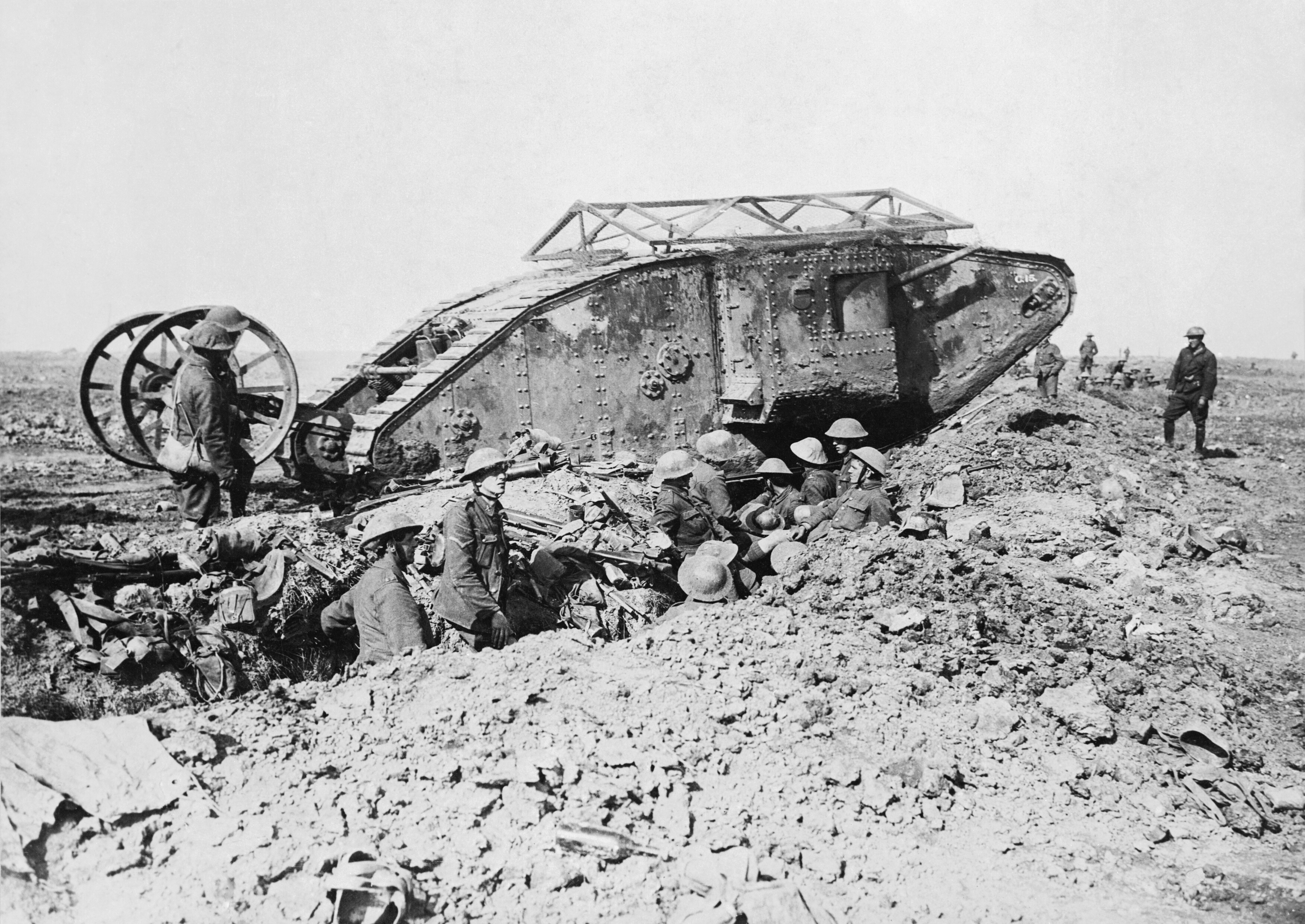
Tank Mark I

Konflikt Rakouska-Uherska a Srbska v létě 1914 se velmocím nepodařilo vyřešit ani omezit, postupně se zapojovaly další státy, až 4. srpna i Velká Británie vyhlásila válku Německu poté, co přepadlo Belgii. První světová válka (1914–1918) byla na západní frontě zákopová a opotřebovávací a Britové bojující po boku Francouzů zde utrpěli mnohasettisícové ztráty. Mnoho padlých přinesla také bitva o Gallipoli (1915–1916), katastrofální pokus ovládnout Dardanely. Roku 1916 premiéra Asquitha vystřídal jeho stranický kolega David Lloyd George, který sestavil vládu velké koalice a v duchu totální války zaměřil všechny síly země na boj. V září 1916 Britové na Sommě nasadili vozy Mark I, první bojeschopné tanky světa. Až na německé bombardování (zprvu vzducholoděmi, později letadly) se boje Britským ostrovům vyhnuly, víc lidí tam zemřelo na poválečnou epidemii španělské chřipky. Británie patřila k vítězům, avšak za cenu více než 850 000 padlých.

## Meziválečné období

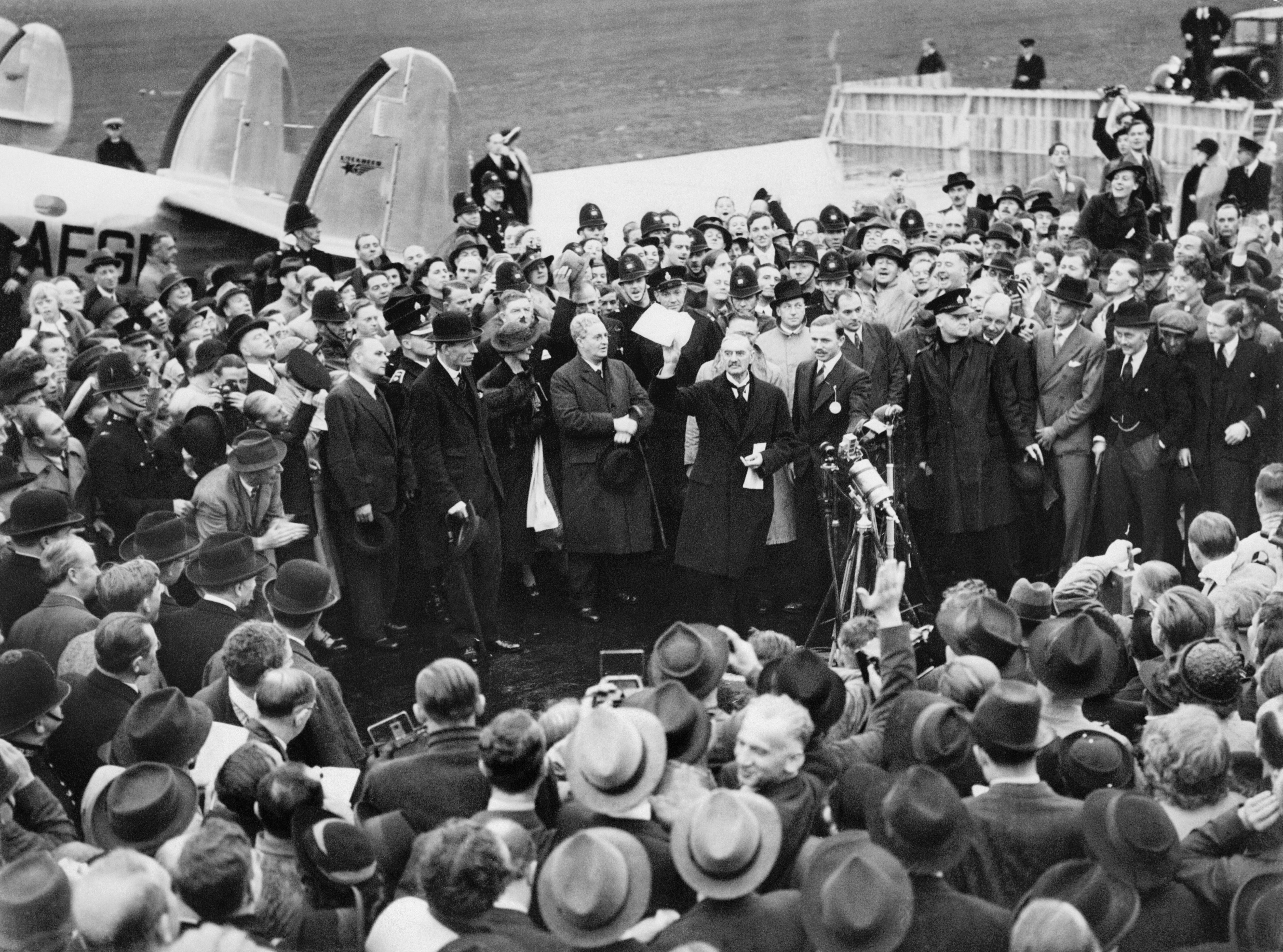
Chamberlain veze z Mnichova „mír pro naši dobu“.

Britské impérium dosáhlo své největší velikosti v roce 1921 získáním mandátu nad bývalými německými a osmanskými územími. Válka však podpořila nacionalismus a separatismus v mnoha částech impéria. V Irsku již roku 1916 proběhlo velikonoční povstání a roku 1919 vypukla partyzánská britsko-irská válka mezi britskými ozbrojenými silami a Irskou republikánskou armádou poté, co hlavní irská strana Sinn Féin vyhlásila nezávislost ostrova. Příměří bylo přijato roku 1921 a následující rok vznikl Irský svobodný stát. Jen část irské provincie Ulster, kde většinu obyvatel tvořili protestantští loajalisté, zůstala součástí Spojeného království jako Severní Irsko.
Válka přinesla mnoho změn ve společnosti a politice. Ženy, jež za války musely přebírat mnoho tradičně mužských činností, získaly volební právo: část žen mohla volit již od roku 1918 a plné rovnoprávnosti u volebních uren dosáhly roku 1928. Liberální stranu, jejíž premiéři boje řídili, brzy po válce z parlamentu vytlačili labouristé. Již poválečné pravicové vlády posilovaly sociální stát, zejména program podpory sociálního bydlení. Prvním labouristickým premiérem se stal Ramsay MacDonald roku 1924, nejdelší dobu v meziválečném období vládl konzervativec Stanley Baldwin.
V kultuře nastoupil mocně film, jeho symbolem se stal britský herec a komik Charlie Chaplin, jakkoli svá největší díla natočil ve Spojených státech, podobně jako britský režisér Alfred Hitchcock. Ovšem i britská literatura zůstala silná, Agatha Christie pokračovala v tradici detektivky, J. R. R. Tolkien stvořil žánr fantasy (byť jeho díla byla doceněna až později). Alexander Fleming objevil roku 1928 penicilin, byť látka se začala v lékařství používat až za druhé světové války.
Velká hospodářská krize zasáhla Británii roku 1931. V Německu dovedla k moci nacisty, které se Baldwinovo a později Chamberlainovo vedení snažilo usmířit politikou appeasementu. Runcimanova mise do českého pohraničí v létě 1938 připravila půdu pro Mnichovskou dohodu, snahu Velké Británie a Francie uspokojit Německo územními ústupky vynucenými na Československu. „Mír pro naši dobu“, jak Mnichov vnímal Neville Chamberlain, však vydržel jen necelý rok. Po německém přepadení britského spojence Polska 1. září 1939 začala druhá světová válka, do které Velká Británie vstoupila 3. září.

## Druhá světová válka

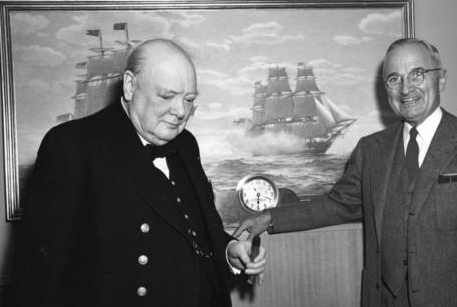
Winston Churchill a Harry Truman

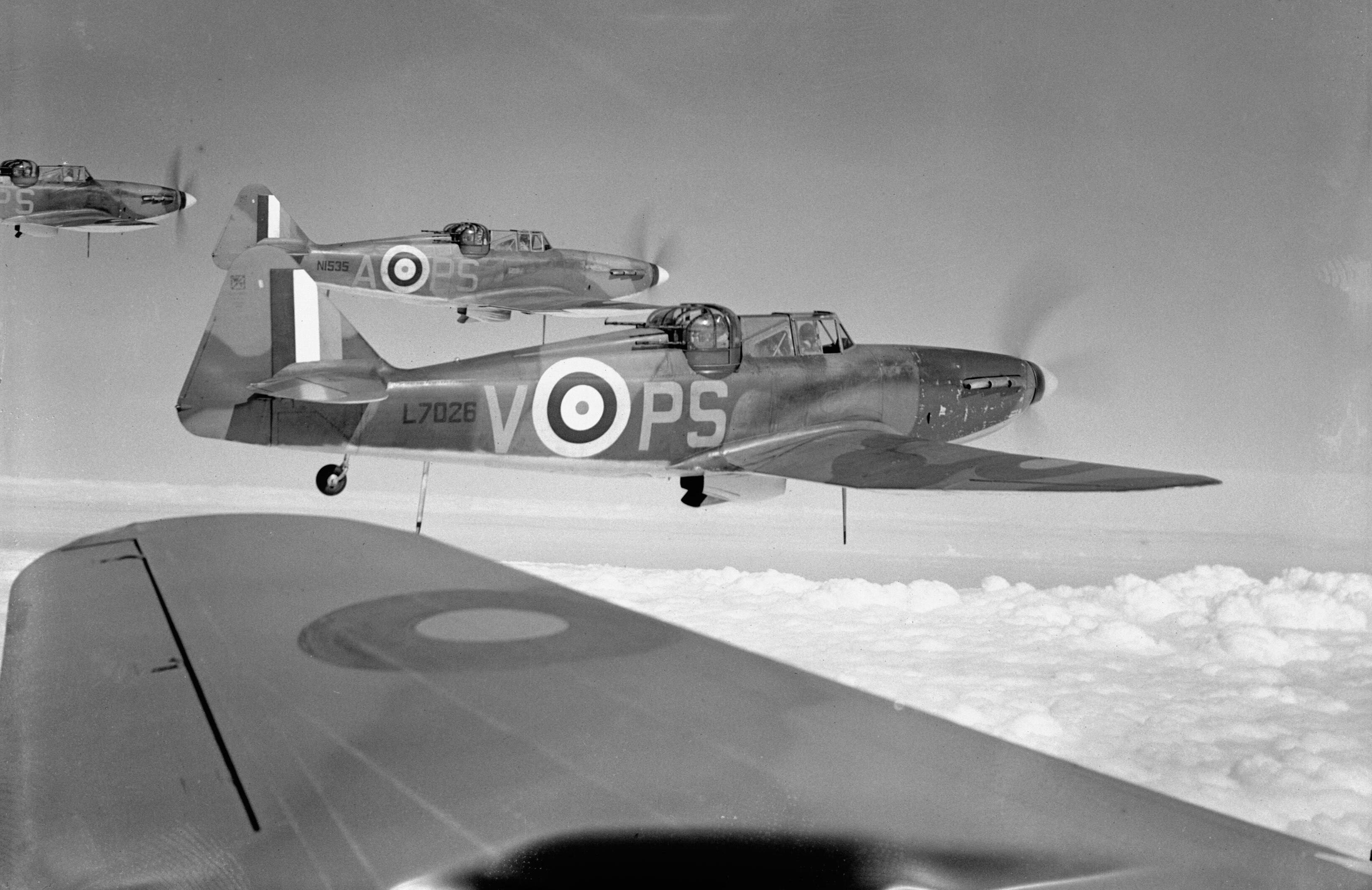
RAF v bitvě o Británii

Polsko rychle padlo a Němci zaútočili na Francii. Britové poslali na pomoc Francii nejvíce mechanizovanou armádu na světě. Spolu s Francií měli více tanků než Německo. Přesto Německo na jaře 1940 Francii pokořilo a vláda nového britského premiéra Winstona Churchilla jen stěží stačila evakuovat svá vojska z Dunkerku, přičemž na kontinentě musela zanechat veškerá válečná zařízení a zásoby.
Němci plánovali invazi na britské ostrovy, ale nejprve potřebovali dosáhnout vzdušné nadvlády. To se jim však nepodařilo, když v létě 1940 RAF porazila německou Luftwaffe v bitvě o Británii. Díky tomu se pozemní boje Britským ostrovům znovu vyhnuly, ačkoli obyvatelstvo bylo ohrožováno bombardováním i útoky střelami V-1 a V-2.
Japonsko vyhlásilo Británii válku v prosinci 1941, a rychle dobylo Hongkong, Malajsii, Singapur a Barmu. Hrozilo též útokem na Austrálii a Indii. Tíhu boje s Japonci na sebe po svém vstupu do války vzaly Spojené státy. Již předtím ovšem Spojené státy, na základě Zákona o půjčce a pronájmu, začaly poskytovat Británii masivní pomoc (1940). Po vstupu Sovětů do války Churchill uzavřel pevné spojenectví i s nimi a navzdory ideologickým vzdálenostem toto spojenectví vydrželo až do konce války, byť německý diktátor Hitler doufal v opak.
Britské obyvatelstvo všech společenských vrstev válečné úsilí podpořilo, proto se hovoří v britské historiografii o „lidové válce“. Nicméně s touto podporou byly u dělnické třídy otevřeně spjaty požadavky na sociálně spravedlivější uspořádání společnosti po válce. Na tom, že je nezbytné těmto požadavkům po konečném vítězství vyhovět, se shodly všechny hlavní politické strany. Velkou roli sehrála mobilizace žen, které nahradily odvedené muže v mnoha profesích, což ovlivnilo poválečné postavení žen v britské společnosti. Válka také posílila monarchickou ideu, neboť chování královské rodiny během války (neopustila Londýn ani během bombardování) bylo vnímáno jako důstojné a posilující morálku celé země.
K úspěchu západních spojenců značně přispělo i britské rozluštění německé šifry enigma, jež provedl tým pod vedením Alana Turinga. Turing při tom položil základy moderní informatiky a výpočetní techniky.
Britové a jejich západní spojenci se roku 1944 vylodili v Normandii, osvobodili Francii a v květnu 1945 spolu se Sověty ukončili válku v Evropě. Podíleli se také na jednáních o poválečném uspořádání, jako byla Jaltská konference, a dočasně okupovali část Německa. Během jednání o poválečné podobě světa však bylo zřetelné, že Británie vyklízí pozici světové supervelmoci a předává žezlo dvěma novým globálním hegemonům – Spojeným státům a Sovětskému svazu. Ty se po pádu železné opony (což byla známá metafora, již roku 1947 užil Churchill ve svém Fultonském projevu) dostaly do klinče, jemuž se říkalo studená válka.

## Rozpad Britského impéria

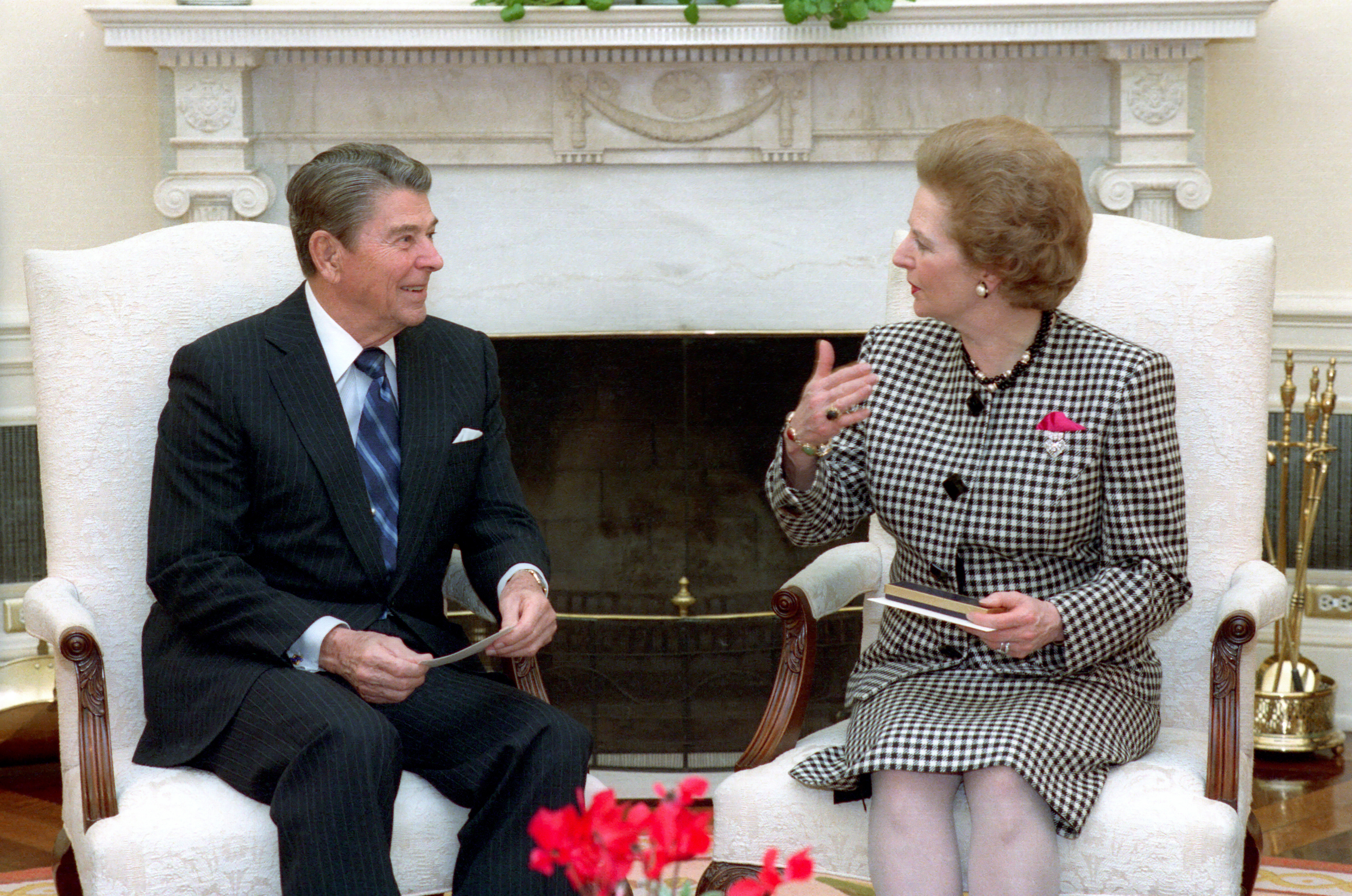
Margaret Thatcherová a Ronald Reagan, tvůrci své epochy

Během studené války (asi 1947–1991) byla Velká Británie součástí západního bloku a Severoatlantické aliance (od jejího vzniku roku 1949), stala se jadernou mocností (první jaderný výbuch uskutečnila roku 1952) a roku 1973 vstoupila do Evropských společenství, později transformovaných na Evropskou unii.
Již Beveridgeova zpráva (1942) požadovala dobudování sociálního systému Velké Británie; v červenci 1945 pak vítězství labouristů, vedených Clementem Attleem, předznamenalo sociální charakter britské politiky dalších několika desetiletí.
Druhá světová válka urychlila rozklad britské koloniální říše; její nejlidnatější část, Indie, získala nezávislost roku 1947. Suezská krize roku 1956, nepodařený pokus Edenovy vlády udržet Suezský průplav, ukázala neschopnost Británie a jejího spojence Francie prosadit své zájmy ve třetím světě silou. Mnohé bývalé kolonie s Velkou Británii udržují nadstandardní vztahy ve společenství národů Commonwealth. I po dekolonizaci se vyskytly střety jako konflikt loajalistů a republikánů v Severním Irsku, násilný zejména počátkem 70. let 20. století, nebo válka o Falklandy s Argentinou roku 1982. Tu vedla první žena v úřadě britského premiéra Margaret Thatcherová, konzervativní politička známá neoliberálním programem privatizace a omezení sociálních výhod.
Přestože Británie velmocensky ve druhé polovině 20. století oslabila, udržela si pozoruhodnou sílu kulturní. Po druhé světové válce proslul varováními před totalitou George Orwell (Farma zvířat, 1984). Rockové skupiny jako Beatles, Rolling Stones, Led Zeppelin, Pink Floyd či Queen pobláznily celý svět. Ten si zamiloval i filmovou postavu Jamese Bonda, nebo knižního (a posléze filmového) hrdinu Harryho Pottera, jehož stvořila spisovatelka J. K. Rowlingová. Také ve vědě nešlo vysledovat úpadek, který by kopíroval sklonek moci geopolitické – John Maynard Keynes se stal nejvlivnějším ekonomem prvních třiceti poválečných let, Bertrand Russell patří nejvýznamnějším filozofům a logikům, Tim Berners-Lee vytvořil World Wide Web. Symbolem britské vzdělanosti se stal též fyzik Stephen Hawking.
Roku 1997 konzervativce po dlouhých letech vystřídala labouristická vláda Tonyho Blaira, která zahájila program devoluce, tedy přenášení pravomocí z londýnského centra na nově vytvořené parlamenty Skotska, Walesu a Severního Irska.

## 21. století

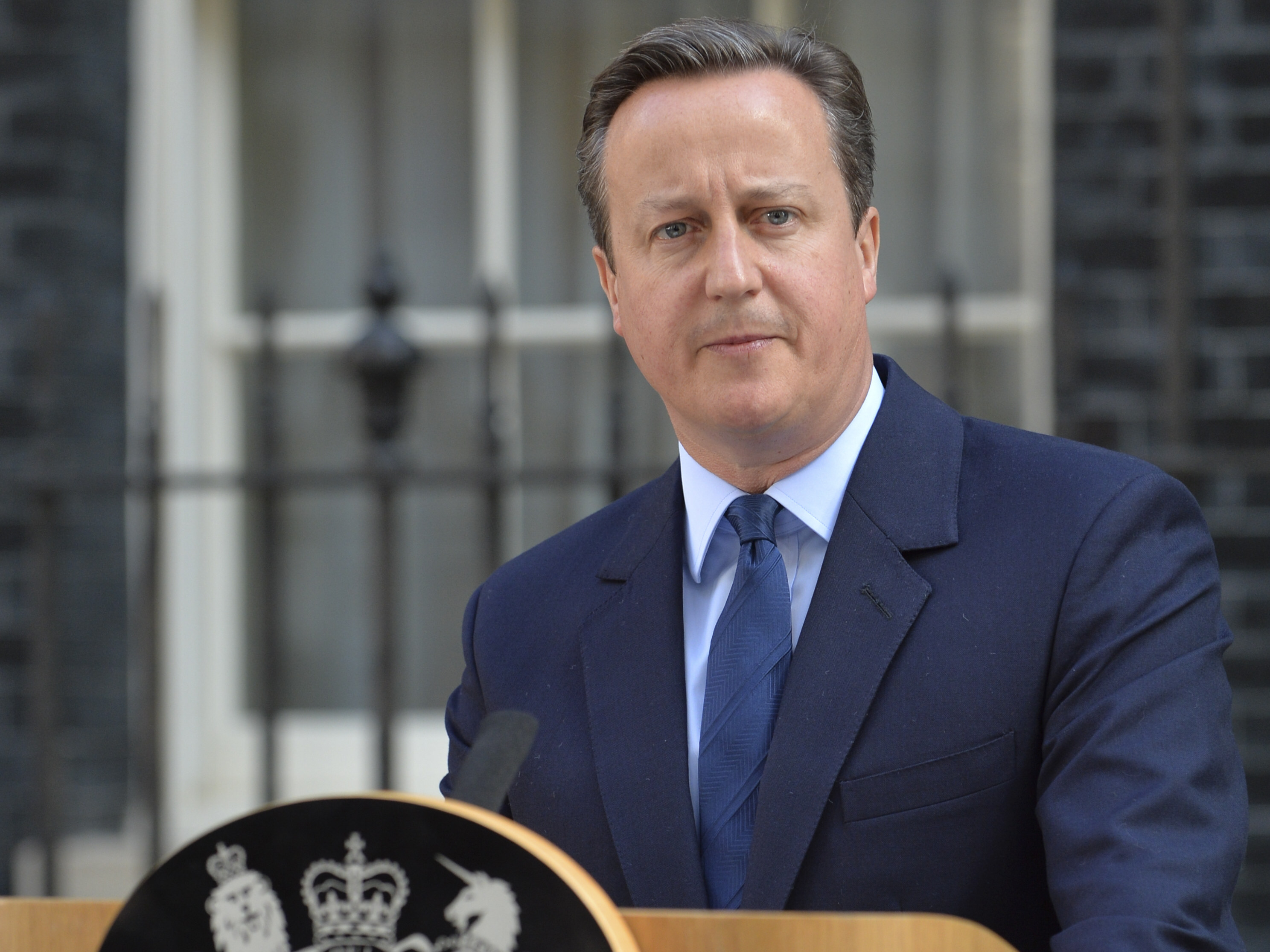
David Cameron ohlašuje rezignaci poté, co Britové rozhodli o vystoupení z EU

Pod Blairovým vedením se Británie přidala k válce proti terorismu, již vyhlásil americký prezident George W. Bush, a vstoupila do války v Afghánistánu a v Iráku. Na invazi do Iráku bylo nasazeno 46 tisíc britských vojáků, jedna třetina pozemních sil. (Všechny britské jednotky byly z Iráku staženy v roce 2010.) Odpovědí byl islámský terorismus: k největším útokům patřil ten ze 7. července 2005, kdy čtyři sebevražední bomboví útočníci zabili 52 Londýňanů.
V roce 2007 poprvé v historii zvítězila ve skotských volbách Skotská národní strana, s programem odtržení Skotska od Británie. Vytvořila menšinovou vládu a slíbila referendum o odtrže)ní před rokem 2011. Vláda Spojeného království v reakci roku 2009 slíbila skotské vládě nové pravomoci, včetně možnosti zvyšovat daně. Nepomohlo to: Skotská národní strana triumfovala ve volbách roku 2011 a sestavila většinovou vládu s cílem rychle vypsat referendum. Britská vláda nehodlala referendu klást odpor. To se konalo roku 2014. Skotští liberálové, labouristé i konzervativci byli proti odtržení, za odchod plédovali nacionalisté. Skotové však odtržení odmítli většinou 55% hlasů. Skotská národní strana navzdory tomu v dalších volbách znovu posílila.
Roku 2010 získali moc po letech labouristické nadvlády konzervativci v čele s Davidem Cameronem, díky koalici s liberály. Roku 2011 se 3000 britských vojenských letounů zúčastnilo zásahu proti silám Muammara Kaddáfího v libyjské občanské válce. Vláda čelila rovněž výbuchu násilí na předměstích obývaných zejména migranty. Davy agresivní mládeže z periferií v roce 2011 zabili pět lidí a způsobily škody na majetku ve výši více než 200 milionů liber. Zjevně se také zvedla nespokojenost s členstvím v Evropské unii (opět z velké části kvůli nespokojenosti s nemožností regulovat migraci). Indikátorem byly volby roku 2015, v nichž strana UKIP, žádající odchod z EU, získala 13 % hlasů. Díky většinovému volebnímu systému sice získala jen jeden poslanecký mandát, ale konzervativní lídr David Cameron vyšel vstříc části euroskeptické veřejnosti i euroskeptickému křídlu uvnitř Konzervativní strany vyhlášením referenda o vystoupení Británie z EU, jemuž se brzy začalo říkat novotvarem „brexit“. Referendum se konalo v červnu 2016. Navzdory očekávání a prounijní kampani samotného Camerona, Britové se většinově rozhodli z Evropské unie vystoupit. Pro vystoupení se hlasovalo zejména v Anglii a Walesu. Proti ve Skotsku, což znovu oživilo debaty o skotské nezávislosti. Cameron po referendu, jež vzal jako osobní porážku, odstoupil a byl nahrazen Theresou Mayovou, jež měla vystoupení realizovat. Odpor v parlamentu i uvnitř vlastní strany k výstupové dohodě, kterou s EU vyjednala, však přinutil k rezignaci i ji. Nahradil ji silný podporovatel brexitu Boris Johnson. Když ani on nepřesvědčil parlament o podpoře nové výstupové dohody, kterou s EU dojednal, nechal vyhlásit předčasné volby (v britské politické tradici značně neobvyklé), v nich přesvědčivě zvítězil a pro prosazení své verze odchodu z EU tak získal jasný mandát. 31.1.2020 Velká Británie opustila EU. 
8. září 2022 zemřela královna Alžběta II. V jejím úřadu ji nahradil král Karel III.